# 迪米崔·伊凡諾維奇 (伊凡三世的孫子)
迪米崔·伊凡諾維奇（1483年10月10日—1509年2月14日）是莫斯科大公國伊凡三世最年長之孫。曾被伊凡三世選定為後繼者，但是被廢位。也稱迪米崔·伊凡諾維奇·伏努克（俄語：Дмитрий Иванович Внук），意即「孫子迪米崔·伊凡諾維奇」。

## 生涯
1498年，作為共同統治者，被選定為大公位繼承者。1502年，被剝奪共治大公的稱號和大公位繼承者的地位，其母伊蓮娜也捕下獄，稱號改授予伊凡三世的次男瓦西里（後之瓦西里三世），政變的原因和詳細的情形不明。1505年，伊凡三世逝去，油瓦西里繼承大公位。同年，伊蓮娜死在獄中，4年後的1509年，迪米崔也在詳細狀況不明之下死去，死因亦不明。

## 腳註
1. ↑  或譯德米特里·伊萬諾維奇